# TransForce
TFI International est une entreprise de logistique canadienne, basé à Montréal au Québec. Elle possède la plus importante flotte de camion du Canada.

## Histoire
Les origines de la compagnie remontent à 1957 alors qu'un petit service de camionnage ouvre ses portes à Cabano au Québec,. Elle est incorporée en 1985 et porte le nom de Cabano jusqu'en 1992 alors qu'elle fait l'acquisition de Kingsway et est renommée Cabano-Kingsway Inc. En 1999 elle change son nom pour TFI International. En février 2000, elle achète TST Solutions dont fait partie TST Overland Express.
En 2002, Consolidated Freightway  déclare faillite, la cour de justice de la Californie autorisa la vente de la division canadienne à TFI International.
En décembre 2010, TFI International acquiert l'entreprise américaine Dynamex pour 418 millions de dollars.
En juin 2014, TFI International acquiert Transport America pour 310 millions de dollars
En Septembre 2020, l'entreprise acquiert DLS de l'entreprise Americaine, R. R. Donnelley & Sons pour $225 millions U.S.
En Janvier 2021, TFI International achète UPS Freight pour 800 millions USD.